# Havasi gyopár

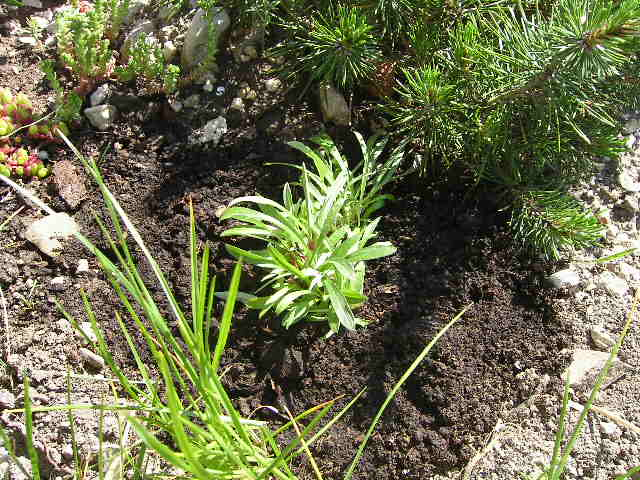
Nem virágzó havasi gyopár

A havasi gyopár (Leontopodium alpinum) az őszirózsafélék (Asteraceae) családjába tartozik. Az egyik legismertebb havasi növény.

## Elterjedési terület

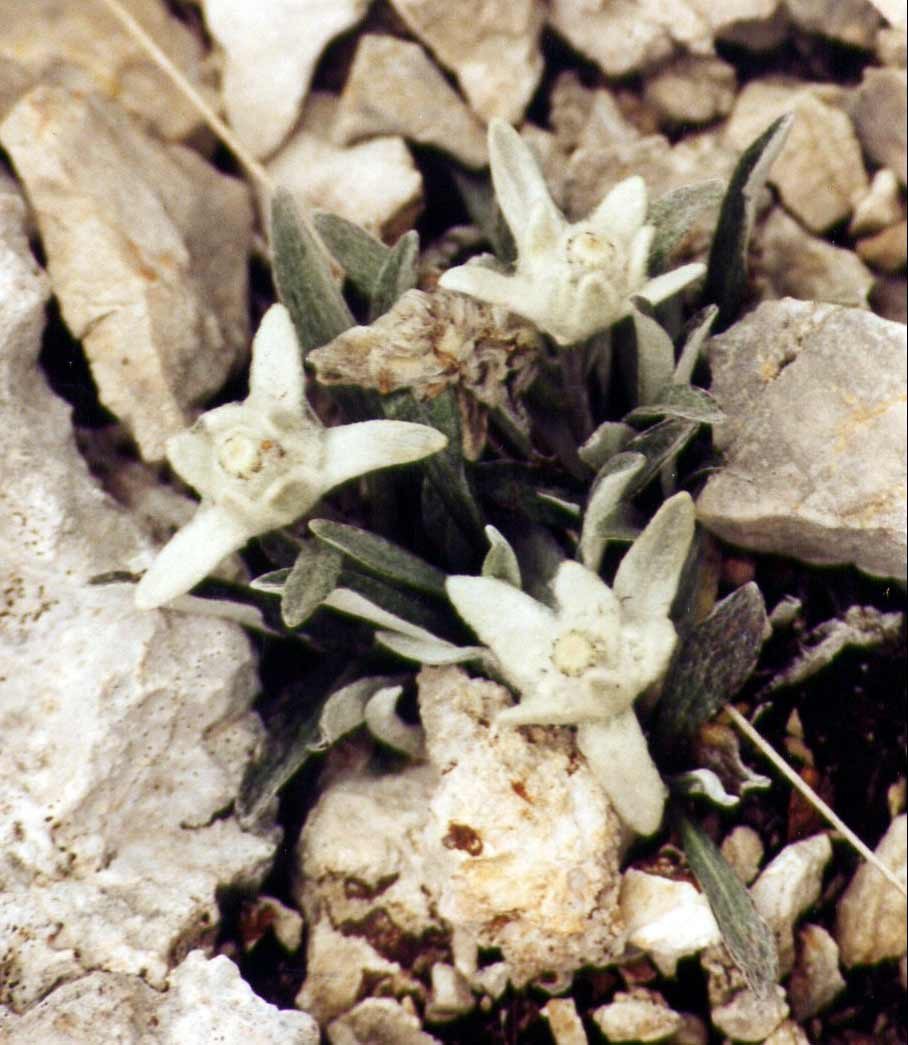

A havasi gyopár köves réteken, mészkősziklákon él jellemzően 1800 és 3000 méter magasságok között. Közép- és Dél-Európa hegységeiben, például a Tátra lengyelországi ill. Bélai-Tátra részén, a Pireneusokban, az Alpokban és a Balkánon. Az európai havasi gyopár legközelebbi rokonai Tibetben, a Himalájában, Japánban és Koreában lelhetőek fel.

### Betelepítés
A 19. századtól kezdődően a botanika sok szerelmese örömét lelte és leli abban, hogy utazásról hazahozott növényekkel gazdagítja a természetet. Ez a jelenség a havasi gyopárt is érintette. Az ilyen tevékenységet természetvédelmi és invázióbiológiai szempontból kritikusan értékelik, legtöbb ország törvényei engedélyhez kötik.

## Leírás
5-20 centiméteres, fehér, gyapjas, filcszerű, évelő növény. Keskeny, hosszúkás leveleinek különösen az alsó oldala szőrös. A levelek rozettát alkotnak.
5-15 darab fehér, fénylő felső levél csillag alakban helyezkedik el a virág körül. A 2-12 kosárka egyenként 60-80 csővirágot tartalmaznak. A peremen lévő csővirágok nőneműek, szálvirágzatnak is nevezik őket. Beljebb a nagyobb, hímnemű virágok találhatók.
A virágzási időszak július és szeptember között van. A magot hordozó termés ejtőernyőszerűen száll, úgy terjed. Nedves időben állatokra is ráragad.

### A virágzat

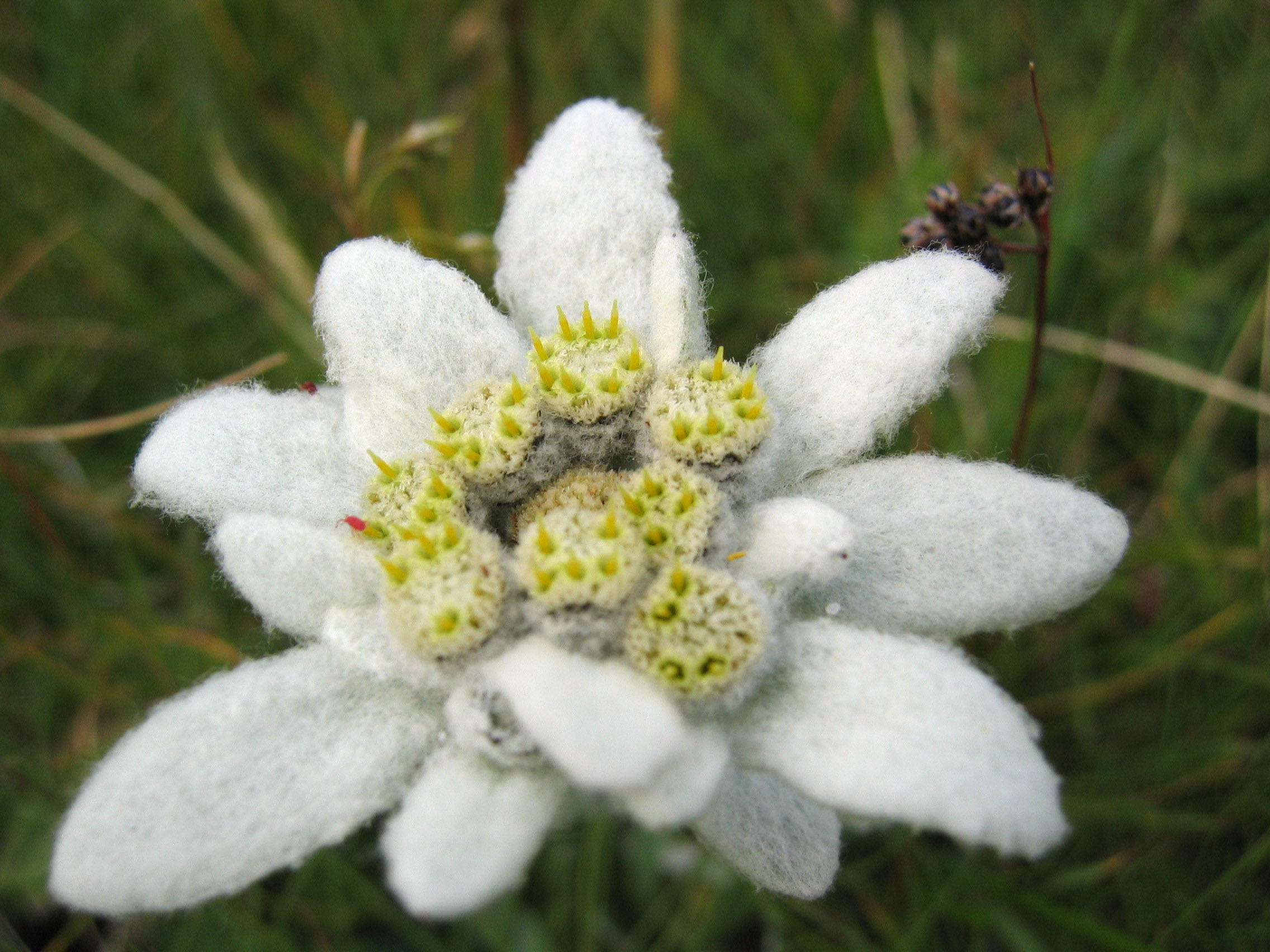

A virágzat tulajdonképpen csak álvirágzat (pseudoanthium). A virág látszatát a fehér, filcszerű felső levelek adják. A több száz tényleges virág kosárkákba tömörül, melyek közösen alkotják a beporzó egységet (superpseudeanthium).
A vakító fehér csillogást az egymásba gabalyodott szőrökön elhelyezkedő több ezer apró légbuborék adja, amint visszaveri a beeső fényt. Ez a csillogás egyrészt hívó jel a nektárt kereső rovaroknak, másrészt a fényvisszaverődés védi a növényt a kiszáradástól. Jean-Pol Vigneron belga fizikus namuri munkacsoportja fedezte fel, hogy a szőrök 0,18 mikrométer átmérőjű párhuzamos szálakból állnak, amely az ultraibolya sugárzás hullámhosszának nagyságrendjébe esik, így elnyeli azt. Más hullámhosszú fénysugarak átjutnak, így a növény tud fotoszintetizálni.
A porzást főleg legyek végzik, de lepkék és más  rovarok is szerepet játszanak. Mélyebben fekvő területeken nagyobbra nő, ritkább szőrzetet növeszt és ezáltal zöldebb a növény. A látszatvirágzat télig megmarad.

## Veszélyeztetettség / Védelem
Németországban fokozottan veszélyeztetett fajnak minősül. Ennek oka főleg az, hogy életterületére gyakran belépnek és autóval  behajtanak. Ausztriában már 1886-ban védelem alá helyezték és nem szabad leszedni.

## A név
A latin név a jellegzetes, sűrű, filcszerű, fehér szőrzetre utal (görög: leon = oroszlán, podion = lábacska).

## Mint jelkép
- A női vadászok, illetve vadászfeleségek jelképeként ismert.

### Németország
- A Német Alpesi Egylet (Deutscher Alpenverein) logója.
- A Német Hadsereg (Bundeswehr) 23. hegyi vadász brigádjának (Gebirgsjägerbrigade 23) sapkajelvénye.

### Ausztria
- Az osztrák kétcentesen havasi gyopár található, melyet a korábbi egyschillinges érméről mintáztak.
- Az Osztrák Alpesi Egylet (Österreichischer Alpenverein) és egyéb Alpesi egyesületek jelképeiben.
- Az Osztrák Hegyimentő Szolgálat (Bergrettungsdienst Österreich) logójában.

### Dél-Tirol
- A Dél-Tiroli Néppárt (Südtiroler Volkspartei (SVP)) jelképe.
- A Dél-Tiroli Alpesi Egylet (Alpenverein Südtirol (AVS)) jelképe.

### Svájc
- A Svájci Hadseregben a generálisok rangjelzése.
- A Schweiz Tourismus jelképe.
- Az Edelweiss Air charter légitársaság neve és logója.

### Történelem
- A náci időkben a német ifjúsági ellenállási mozgalom csoportjait ,,gyopárkalózok"nak (Edelweißpiraten) is nevezték.

## Egyéb
A faj a jégkorszak után vándorolt be az Alpokba a belső-ázsiai sztyeppékről, tehát nem sziklanövény.
Kertészetekben fellelhető a faj Himalájából származó rokona, amely mélyebben fekvő területeken is megőrzi fehér színét.
Az osztrák posta 2005. július 19-én adta ki az első osztrák, hímzett bélyegeket havasi gyopár mintázattal 400 000 példányszámban. Névleges értékük 375 euró, zöld színű textilre hímezték fehér cérnával a virágot.

## Szájhagyomány
Korábban gyógynövényként használták tejjel és mézzel keverve hasfájás ellen. (Innen ered a bajor Bauchwehbleaml kifejezés is a növényre.)
Szerelmi varázslathoz is felhasználták. Esetenként szokatlanul nagy (max. 6-12 centiméteres) virágcsillag alakul ki, amely a mondavilágban egy varázserővel rendelkező gyopárkirály (»Edelweißkönig«).